# クィントゥス・カエキリウス・メテッルス・ネポス (紀元前98年の執政官)
クィントゥス・カエキリウス・メテッルス・ネポス（ラテン語: Quintus Caecilius Metellus Nepos、生没年不詳）は紀元前2世紀後期・紀元前1世紀初期の共和政ローマの政治家。紀元前98年に執政官（コンスル）を務めた。

## 出自

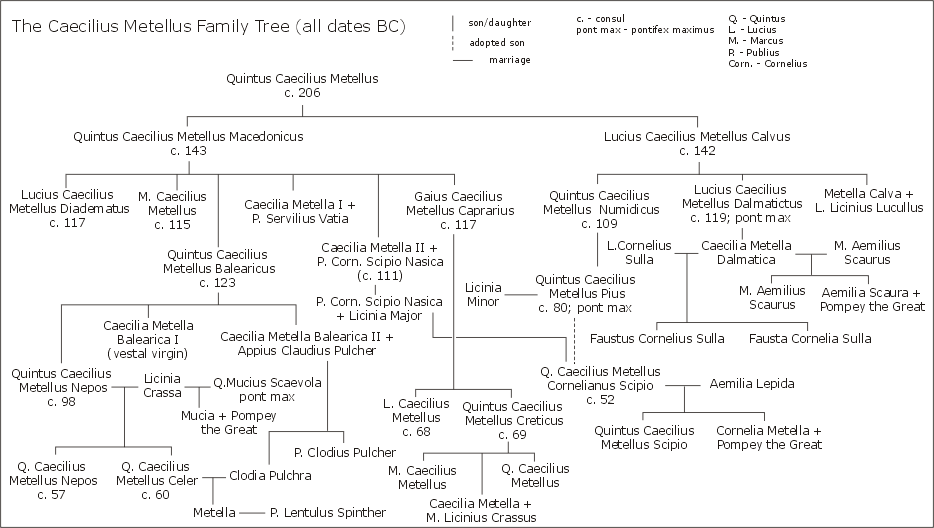
カエキリウス・メテッルス家系図

メテッルスはプレブス（平民）であるカエキリウス氏族の出身である。後に作られた伝説では、火の神ウゥルカーヌスの息子でプラエネステ（現在のパレストリーナ）の建設者であるカエクルス（en）の子孫とする。またアイネイアースと共にイタリアに来たカエクスの子孫とする別説もある。カエキリウス・メテッルス家は氏族の中でも特に栄えた。父はクィントゥス・カエキリウス・メテッルス・バリアリクス、祖父はクィントゥス・カエキリウス・メテッルス・マケドニクスで、それぞれ紀元前123年と紀元前143年に執政官を務めている。ネポスというアグノーメン（愛称、添名）は孫という意味であるが、歴史学者F. ミュンツァーはマケドニクスの年長の孫であるため、このアグノーメンがつけられたと考えている。

## 経歴
ネポスの初期の経歴は不明である。しかし、ウィッリウス法の規定から逆算して、遅くとも紀元前101年以前にはプラエトル（法務官）を務めたはずである。紀元前99年、ポプラレス（民衆派）によってローマから追放されていたクィントゥス・カエキリウス・メテッルス・ヌミディクスの帰還を求める声が元老院議員から上がったが、ネポスもその一人であった。この提案は護民官プブリウス・フリウスが拒否権を発動して成立しなかった。ネポスはカエキリウス・メテッルス家の他の人物とともに、この決定を再考するように求めたが、フリウスは譲らなかった。
紀元前98年、ネポスは執政官に就任する。同僚はプレブス（平民）でノウス・ホモ（新人）のティトゥス・ディディウスであった。その頃までに、両者は「国家の現状を揺るぎない形で擁護し、扇動者に対抗する戦士としての評判を得ていた」という。両執政官はヌミディクスのローマ帰還を実現させた。加えて、両者は異なる内容の法案を一つにまとめて提出することを禁止し、また法案提出から投票まで27日間は開けることを求めるカエキリウス・ディディウス法を、民会で成立させた。これは扇動的政治家の活動を制限しようとするものであった。
後に（おそらく執政官任期完了後の紀元前97年）ネポスは、若いノビレス（新貴族）であるガイウス・スクリボニウス・クリオに告訴された。罪状が何であったのか，また裁判がどのように終わったのかは知られていない。1世紀の歴史家アスコニウス・ペディアヌスによれば、死の床にあったネポスは、自らの仇を討つよう息子に遺言したという。

## 子孫
ネポスはリキニアという女性と結婚していた。紀元前60年の執政官クィントゥス・カエキリウス・メテッルス・ケレルと紀元前57年の執政官クィントゥス・カエキリウス・メテッルス・ネポスは、ネポスとリキニアの間の子供であると、長い間考えられてきた。しかし1971年に歴史学者T.ワイズマンは、ネポスには自分の息子がいなかったことを証明した。紀元前57年の執政官ネポスは養子であり、紀元前90年の護民官クィントゥス・カエキリウス・メテッルス・ケレルの息子である。リキニアはネポスの死後、クィントゥス・ムキウス・スカエウォラと結婚し、ムキア・テルティアを生んだ。このムキア・テルティアはグナエウス・ポンペイウスと結婚し、グナエウス・ポンペイウス・ミノルやセクストゥス・ポンペイウスを生んだ。

## 参考資料

### 古代の資料
- アスコニウス・ペディアヌス『キケロ演説に対する注釈書』
- カピトリヌスのファスティ

### 研究書
- Bedian E. Zepion and Norban (Notes on the Decade of 100-90 BC) // Studia Historica. - 2010. - number the X . - S. 162-207 .
- Korolenkov A. Mari, Tsinna and Metella  // Bulletin of ancient history. - 2013. - No. 4 . - S. 113-122 .
- Korolenkov A., Smykov E. Sulla. - M .: Molodaya gvardiya, 2007 .-- 430 p. - ISBN 978-5-235-02967-5 .
- Ryazanov V. Coins and Monetaries of the Roman Republic . Date of treatment June 26, 2018.
- Broughton R. Magistrates of the Roman Republic. - N. Y. , 1951. - Vol. I. - P. 600.
- Broughton R. Magistrates of the Roman Republic. - N. Y. , 1952. - Vol. II. - P. 558.
- Münzer F. Caecilius 95 // Paulys Realencyclopädie der classischen Altertumswissenschaft . - Stuttg.  : JB Metzler, 1897. - Bd. III, 1. - Kol. 1216.
- Münzer F. Scribonius 10 // Paulys Realencyclopädie der classischen Altertumswissenschaft . - Stuttg.  : JB Metzler, 1921. - Bd. IIA, 1. - Kol. 862-867.
- Wiseman T. Celer and Nepos // Classical Quarterly. - 1971. - S. 180-182 .
- Wiseman T. Legendary Genealogies in Late-Republican Rome // G&R. - 1974. - No. 2 . - S. 153-164 .
- Drumann W. Geschichte Roms in seinem Übergange von der republikanischen zur monarchischen Verfassung oder Pompeius, Caesar, Cicero und ihre Zeitgenossen. Hildesheim, 1964. Bd. 2, p. 14.